# Castelfranco Emilia
Pour les articles homonymes, voir Castelfranco.

Castelfranco Emilia (Castèl en dialecte bolonais)  est une ville italienne d'environ 30 000 habitants, située dans la province de Modène, en Émilie-Romagne, dans l'Italie nord-orientale.

## Géographie

### Localisation
Castelfranco Emilia est situé dans la plaine du Pô, entre Bologne (26 km) et Modène (15 km). Le territoire communal est très riche en eau grâce au phénomène d’exsurgence.

Le centre historique de la cité est traversé par la via Emilia, voie principale qui divise le pays en deux parties. La bretelle de raccordement à l’autoroute A1 Milan-Bologne est à quelques kilomètres du centre de la cité, qui est également desservie par la ligne de chemin de fer Milan-Bologne.

Le territoire de la commune fait confins avec la province de Bologne au sud-est et au fleuve Panaro qui le sépare de la commune de Modène.
- Selon la  classification sismique en Italie,  la commune est en zone 3 (sismicité basse).

### Communes limitrophes
Anzola dell'Emilia, Bazzano, Crespellano, Modène (Italie), Nonantola, San Cesario sul Panaro, San Giovanni in Persiceto, Sant'Agata Bolognese

## Histoire
L’année de fondation du Borgo Franco, antique nom de Castelfranco, remonterait selon les historiens Leandro Alberti et Alessandro Bacchi, à 1224 pour le premier et 1226 pour le second.

Borgo Franco faisant partie à l’époque de la province de Bologne, celle-ci accordait des conditions fiscales particulières à tout novel habitant qui s’y installait ; le Borgo étant considéré comme un avant poste de défense de la ville de Bologne, ennemie de Modène.

De 1322 à 1325, Castelfranco Emilia fut occupé par les modènesi appuyés par les Visconti, lesquels y restèrent malgré quelques aléas jusqu’en 1361.

En 1434, Castelfranco pris par Gattamelata, puis en 1443, subit l’assaut de la part de Niccolò Piccinino et de Luigi dal Verme, auxquels la cité résista.
 
Le 27 octobre 1542, le sénat de Bologne reconnaît finalement la commune de Castelfranco Emilia qui pourra ainsi adopter le blason (actuel) avec la rocca.
 
En 1506, la commune passa avec Bologne sous l’état pontifical, contrôle qui dura ininterrompu jusqu’en 1796, à l’arrivée des troupes françaises de Napoléon pour finir en 1859 par l’annexion au royaume d'Italie (1805-1814).

Avant 1929, la cité appartenait à la province de Bologne. Ce lien culturel est encore présent aujourd’hui tant par le dialecte bolonais parlé que par l’appartenance au diocèse de Bologne.

Les murs de défense du bourg qui longeaient l’actuelle voie de contournement, ont été découverts lors de la construction de la place Aldo Moro et sont encore visibles aujourd’hui.

## Monuments et lieux d’intérêt

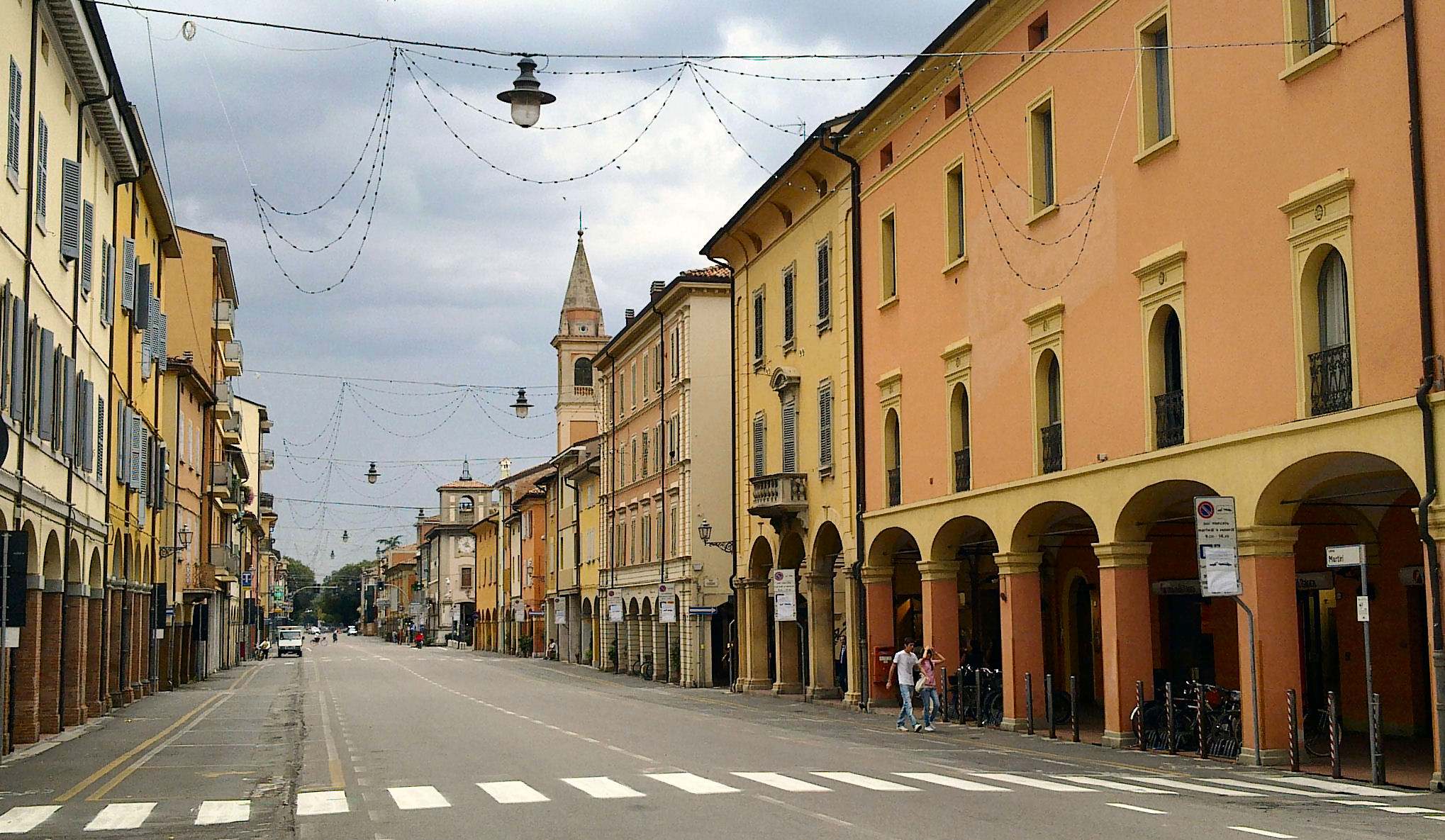
Cour Martiri (via Emilia)
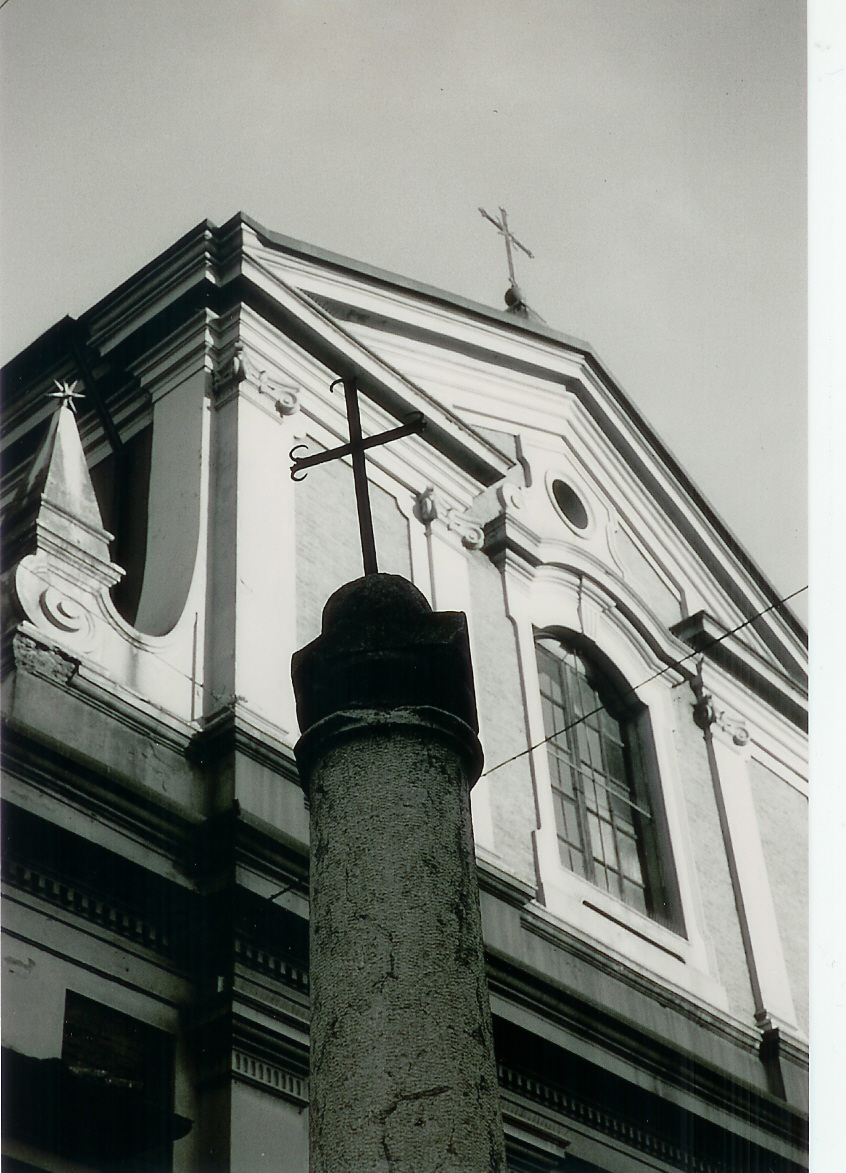
Église de San Giacomo

- l’église de Santa Maria Assunta.
- l’église de San Giacomo Apostolo.
- le fort Urbano
- la villa Sorra.

## Administration
| Période                                  | Période  | Identité           | Étiquette       | Qualité |
| ---------------------------------------- | -------- | ------------------ | --------------- | ------- |
| 14/06/2009                               | En cours | Stefano Reggianini | Centro-Sinistra |         |
| Les données manquantes sont à compléter. |          |                    |                 |         |

### Hameaux
Bottega Nuova, Casale California, Cavazzona, Gaggio di Piano, Madonna degli Angeli, Madonna della Provvidenza, Madonna dell'Oppio, Manzolino, Panzano, Pioppa, Piumazzo, Rastellino, Recovato, Riolo

### Évolution démographique
Habitants recensés

### Ethnies et minorités étrangères
Selon les données de l’Institut national de statistique (ISTAT) au 1er janvier 2011 la population étrangère résidente (enregistrée) était de 4.233 personnes.
Les nationalités majoritairement représentatives étaient :
| Pos. | Pays     | Population |
| ---- | -------- | ---------- |
| 1    | Maroc    | 910        |
| 2    | Roumanie | 578        |
| 3    | Albanie  | 411        |
| 3    | Inde     | 408        |
| 5    | Tunisie  | 351        |
| 6    | Turquie  | 180        |
| 10   | Moldavie | 165        |
| 7    | Ukraine  | 155        |
| 8    | Pologne  | 136        |
| 9    | Ghana    | 112        |

## Économie
Dans une aire vouée en majorité à la culture intensive des arbres fruitiers en Italie, Castelfranco Emilia est la commune de la province de Modène qui détient la plus grande superficie territoriale dédiée à cette culture  (1.073,70 ha, environ 1/10 de toute la superficie cultivée de la province).

## Culture
- Outre les écoles traditionnelles, l’institut agraire et éno-gastronomique (école de cuisine)
- Bibliothèque communale de Castelfranco Emilia,
- Musée civique archéologique,
- Musée archéologique ethnologique de la Villa Sorra,

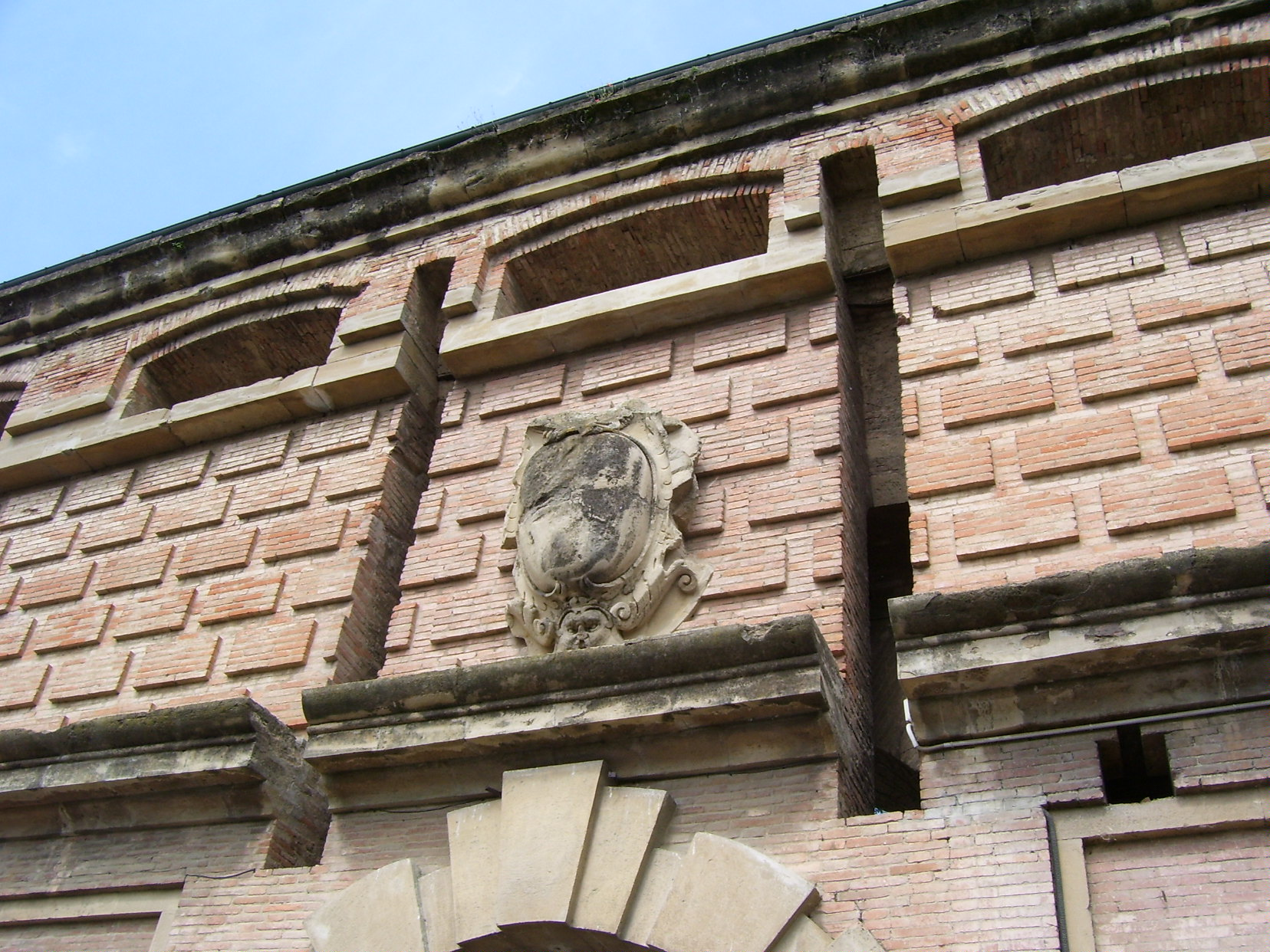
Particularité de l’écusson sur le fort Urbano

- le Teatro Dadà[5].

### Gastronomie
Castelfranco Emilia vante sa paternité de la plus fameuse pâte émilienne : les tortellini.

La terre est la zone de production des vins Bianco di Castelfranco Emilia et lambrusco.

### Personnalités liées à Castelfranco Emilia

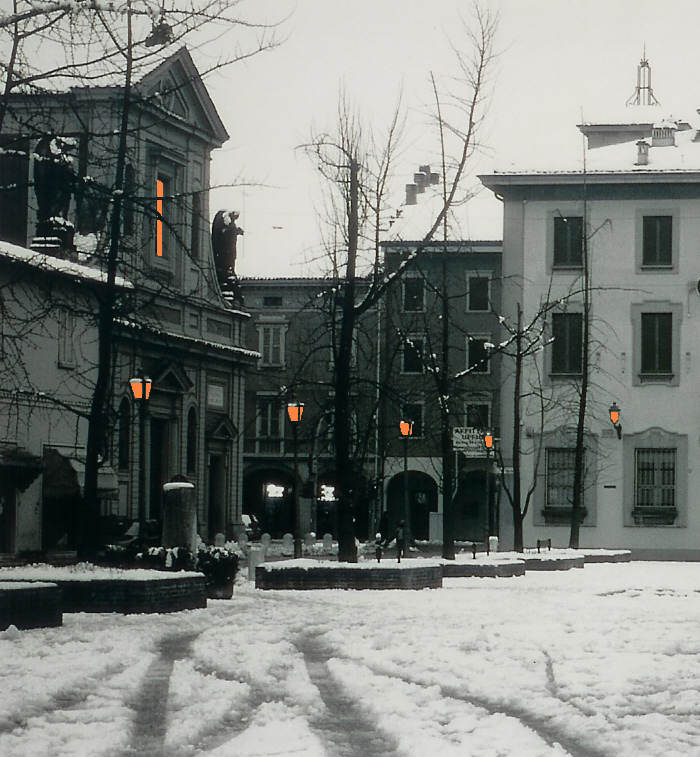
Église de Santa maria Assunta

- Guido Guinizelli (1235 – 1276), poète et podestat de Castelfranco Emilia
- Giulio Cesare Croce (1550 – 1609) écrivain
- Giovanni Domenico Cassini, (1625 - 1712) astronome et mathématicien
- Dionisio Mantuano (1622 - 1683) peintre et architecte
- Pietro Melecchi, (1902 - 1999) peintre et photographe d’avant garde
- Valerio Massimo Manfredi,  archéologue, écrivain et documentaliste.
- Dante Bini (1932), architecte
- Romano Garagnani (1937-1999), tireur sportif, vice-champion olympique.
- Elisa Cusma (1981-), athlète et spécialiste du demi-fond.

### Fêtes et évènements
- Fête de San Nicola da Tolentino, en août,
- Sacre du tortellino, la seconde semaine de septembre.
- La fiorita : fête religieuse le 8 décembre,
- Moteurs et saveurs : exposition de machines d’époque et gastronomie locale
- Castelfranco Blues Festival : festival du blues, manifestation d’un week-end entre fin mai et début juin,
- Palio dei Ciuchi : dernier dimanche de septembre, palio disputé à dos d’âne.

## Jumelage
- Marktredwitz (Allemagne)

## Note
1. ↑  (it) Popolazione residente e bilancio demografico sur le site de l'ISTAT.
2. ↑  À noter cependant que la page Wikipedia en anglais de la bataille de "Forum Gallorum" (lors de la "Guerre civile de Modène"), laisse à penser que le nom antique de Castelfranco fut "Forum Gallorum"
3. ↑  www.bulaggna.it
4. ↑  www.bologna.chiesacattolica.it
5. ↑  www.emiliaromagnateatro.com
6. ↑  Tortellini di Venere

## Sources
- (it) Cet article est partiellement ou en totalité issu de l’article de Wikipédia en italien intitulé « Castelfranco Emilia » (voir la liste des auteurs) le 05/11/2012.